# Kowal (comune rurale)
Kowal è un comune rurale polacco del distretto di Włocławek, nel voivodato della Cuiavia-Pomerania.
Ricopre una superficie di 114,75 km² e nel 2004 contava 4 151 abitanti.
Il capoluogo è Kowal, che non fa parte del territorio ma costituisce un comune a sé.